# Фердінандо Актон
Фердінандо Актон (італ. Ferdinando Acton, 16 липня 1832, Неаполь — 18 лютого 1891, Рим) — італійський адмірал і політик.

## Біографія
Фердінандо Актон народився 25 березня 1825 року в Кастелламмаре-ді-Стабія, у шляхетній родині з давніми морськими традиціями. Його дядько, Джон Актон, був командувачем флоту Неаполітанського королівства. Батько, Карло Актон, був бригадним генералом флоту Бурбонів. Брати Гульєльмо і Еммерік були видатними морськими офіцерами. Сестра Лаура була одружена з Марко Мінгетті, який двічі обіймав посаду прем'єр-міністра Італії.
Після закінчення королівської військово-морської академії в Неаполі вступив на службу у військово-морський флот Королівства Обох Сицилій у званні гардемарина. У 1857 році отримав звання лейтенанта. 
У 1856 році одружився з Нінфою Ноемі Рамірея (італ. Ninfa Noemi Ramirez). У шлюбі народилось семеро дітей. Один із синів, Альфредо Актон, згодом обрав військову кар'єру і дослужився до звання адмірала.
У 1860 році перейшов на службу у військово-морські сили Сардинського королівства, які у 1861 році були трансформовані у королівські військово-морські вили об'єднаної Італії.
У 1860 році брав участь в облозі Гаети.
У 1866 році отримав звання капітана II рангу, під час Третьої війни за незалежність командував корветом «Етна», здійснюючи розвідку в протоці Отранто.
У 1867 році вперше обраний депутатом Палати депутатів Італії. У 1869 році отримав звання капітана I рангу. 
У 1877 році отримав звання контрадмірала, у 1878 році був призначений генеральним секретарем Міністерства військово-морського флоту Італії. Протягом 1879-1883 років був міністром військово-морського флоту Італії в урядах Бенедетто Кайролі і Агостіно Депретіса.
У 1888 році призначений сенатором.
У 1883 році отримав звання віцеадмірала і призначений головнокомандувачем Італійського флоту. У 1888 році керував великими маневрами флоту.
Помер 18 лютого 1891 року у Римі.

## Нагороди

### Італійські
- Кавалер Ордена Святих Маврикія та Лазаря
- Кавалер Ордена Корони Італії
- Золота медаль «За військову доблесть»
- Срібна медаль «За військову доблесть»
- Пам'ятна медаль за участь у війні за незалежність Італії
- Пам'ятна медаль на честь об'єднання Італії

### Іноземні
- Кавалер Великого хреста Ордена Данеброг (Данія)
- Лицар Великої стрічки Ордена Білого слона (Сіам)
- Кавалер Ордена Вранішнього Сонця 1-го класу (Японія)
- Кавалер Великого хреста ордена Нідерландського лева (Нідерланди)
- Великий хрест морських заслуг (Іспанія)
- Кавалер ордена Меджида 2 ступеня (Османська імперія)
- Великий офіцер Військового ордена Сан-Бенедетто Авійського (Португалія)
- Командор Ордена Карлоса III (Іспанія)